# ソサエティーズ・チャイルド
「ソサエティーズ・チャイルド」（Society's Child）は、ジャニス・イアンが1966年に発表したデビュー・シングル。アフリカ系アメリカ人の少年と白人少女のロマンスを軸にして、当時の社会的抑圧の状況が冷徹な視点で描かれている。イアンがこの曲を書いたのはわずか14歳のときであった。翌1967年に全米14位を記録した。

## 概要
ジャニス・イアンはニュージャージ州ファーミングデールに生まれ、長じてのちアフリカ系アメリカ人が人口の大半を占める同州イーストオレンジに移住した。入学したイーストオレンジ高校でイアンは数少ない白人の生徒の一人だった。経験をもとにして14歳の時に曲を一曲書き上げた。イアンはインタビューで次のように述べている 。
1965年、ソングライター兼プロデューサーのシャドウ・モートンはイアンに賭け、本作品をレコードとして世に出すことを決めた。その際にモートンはタイトルを「Baby, I've Been Thinking」から「Society's Child」に変更した。イアンによれば、レコーディングはアトランティック・レコードで行われた。6人のスタジオ・ミュージシャンが集められ、費用もすべて同社が出した。しかし結局アトランティックからリリースすることはかなわず、幾多のレーベルが断り続け、月日が過ぎていった。
引き受けたのはMGMが設立したばかりのサブ・レーベル、ヴァーヴ・フォークウェイズだった。1966年10月、シングルとして発売。B面にもイアンの自作曲「Letter To Jon」が収められた。
いくつかの都市で限定的にヒットしたが、ビルボードのチャートに入ることはなかった。ヴァーヴはさらにイアンのアルバムの制作した。本作品も収録されたファースト・アルバム『Janis Ian』は1967年1月に発売された。
ある日のこと、レナード・バーンスタインの音楽プロデューサーがグリニッジ・ヴィレッジの「ガスライト」で「ソサエティーズ・チャイルド」を演奏するイアンを見た。プロデューサーはバーンスタインがホストを務める特別番組『Inside Pop: The Rock Revolution』への出演をイアンにオファーした。番組は1967年4月25日、CBSで放送。イアンは流れるレコードの音に合わせて、弾き語りのパフォーマンスをした。その後、バーンスタインは物議を醸す曲の主題に言及しつつ、ピアノで曲を弾き、歌い、音楽性の高さを絶賛した。
バーンスタインがビートルズの革新性を切々と説き、ホリーズのグレアム・ナッシュとハーマンズ・ハーミッツのピーター・ヌーンが議論を戦わせ（そのそばで両バンドに曲を提供したことのあるグレアム・グールドマンが二人をあたたかく見守る）、ロジャー・マッギンやフランク・ザッパがインタビューに答え、ブライアン・ウィルソンが「Surf's Up」をピアノで弾き語りするこの特別番組は大きな話題となり、その結果イアンの存在を全米に知らしめた。ヴァーヴ・レコードは専門雑誌やラジオ局にプロモーションをかけるが、シカゴのWLSなどいくつかの局は番組でかけることを拒否した。「ソサエティーズ・チャイルド」は同年5月27日付でついにビルボードのHot 100にチャートイン。7月15日には14位を記録した。カナダでも13位を記録した。